# Ian Hunter (acteur)
Pour les articles homonymes, voir Ian Hunter.
Ian Hunter est un acteur britannique, né le 13 juin 1900 au Cap (Afrique du Sud) et mort le 23 septembre 1975 à Londres.

## Filmographie

### Années 1920
- 1924 : Not for Sale (en) de W. P. Kellino : Martin Bering
- 1925 : Confessions (en) de W. P. Kellino : Charles Oddy
- 1925 : A Girl of London (en) de Henry Edwards : Peter Horniman
- 1927 : Le Masque de cuir (The Ring), d'Alfred Hitchcock : Bob Corby
- 1927 : Downhill d'Alfred Hitchcock: Archie
- 1928 : His House in Order (en) de Randle Ayrton (en) : Hilary Jesson
- 1928 : The Thoroughbred (en), de Sidney Morgan (en)
- 1928 : The Valley of Ghosts (en) de G. B. Samuelson (en)
- 1928 : The Physician (en) de Georg Jacoby : Dr Carey
- 1928 : Le passé ne meurt pas (Easy Virtue), d'Alfred Hitchcock
- 1929 : Syncopation de Bert Glennon : Winston

### Années 1930
- 1930 : Escape : l'inspecteur
- 1931 : Cape Forlorn : Gordon Kingsley
- 1931 : Sally in Our Alley de Maurice Elvey : George Miles
- 1932 : Marry Me de Wilhelm Thiele : Robert Hart
- 1932 : The Water Gipsies : Fred Green
- 1932 : The Sign of Four : Dr John H. Watson
- 1933 : The Man from Toronto : Fergus Wimbush
- 1933 : Orders Is Orders : le capitaine Harper
- 1933 : Skipper of the Osprey : Charlie Lee
- 1934 : The Silver Spoon : le capitaine Watts-Winyard
- 1934 : No Escape : Jim Brandon
- 1934 : Death at Broadcasting House : l'inspecteur Gregory
- 1934 : Something Always Happens : Peter Middleton
- 1934 : The Church Mouse : Johnathan Steele
- 1935 : The Morals of Marcus (en)  de Miles Mander : Sir Marcus Ordeyne
- 1935 : Une femme dans la rue (The Girl from 10th avenue) de Alfred E. Green : Geoffrey D. « Geoff » Sherwood
- 1935 : Lazybones : Sir Reginald Ford
- 1935 : The Night of the Party : Guy Kennington
- 1935 : The Phantom Light : Jim Pierce
- 1935 : Jalna : Renny Whiteoaks
- 1935 : Le Songe d'une nuit d'été (A Midsummer Night's Dream) de William Dieterle et Max Reinhardt : Thésée, duc d'Athènes
- 1935 : La Femme traquée (I Found Stella Parish) de Mervyn LeRoy : Keith Lockridge
- 1936 : L'Ange blanc (The White Angel) de William Dieterle : Fuller, journaliste au London Times
- 1936 : Dix ans de mariage (To Mary – with Love) de John Cromwell : Bill Hallam
- 1936 : Au seuil de la vie (The Devil Is a Sissy) de W. S. Van Dyke et Rowland Brown : Jay Pierce
- 1937 : Stolen Holiday de Michael Curtiz : Anthony « Tony » Wayne
- 1937 : Une journée de printemps (Call It a Day) de Archie Mayo : Roger Hilton
- 1937 : La Tornade (Another Dawn) de William Dieterle : le colonel John Wister
- 1937 : Confession : Leonide Kirow
- 1937 : Une certaine femme (That Certain Woman) de Edmund Goulding : Lloyd Rogers
- 1937 : 52nd Street : Rufus Rondell
- 1938 : Les Aventures de Robin des Bois (The Adventures of Robin Hood) de Michael Curtiz et William Keighley : Richard Cœur de Lion
- 1938 : Adieu pour toujours (Always Goodbye) de Sidney Lanfield : Phillip Marshall
- 1938 : Secrets of an Actress : Peter « Pete » Snowden
- 1938 : Nuits de bal (The Sisters) de Anatole Litvak : William Benson
- 1938 : Comet Over Broadway : Bert Ballin
- 1939 : Le Printemps de la vie (Yes, My Darling Daughter) de William Keighley : Lewis Murray
- 1939 : Petite Princesse (The Little Princess) de Walter Lang : le capitaine Reginald Crewe
- 1939 : Emporte mon cœur (Broadway Serenade) : Larry Bryant
- 1939 : Tarzan trouve un fils (Tarzan Finds a Son!) de Richard Thorpe : M. Austin Lancing
- 1939 : Maisie d'Edwin L. Marin : Clifford « Cliff » Ames
- 1939 : Bad Little Angel : Jim Creighton
- 1939 : La Tour de Londres (Tower of London) de Rowland V. Lee : le roi Édouard IV

### Années 1940
- 1940 : Broadway qui danse (Broadway Melody of 1940), de Norman Taurog : Bert C. Matthews
- 1940 : Le Cargo maudit (Strange cargo) de Frank Borzage : Cambreau
- 1940 : Dulcy : Gordon Daly
- 1940 : Les Hommes de la mer (The Long Voyage Home), de John Ford : Smitty Smith, alias Thomas Fenwick
- 1940 : Chante mon amour (Bitter Sweet), de W. S. Van Dyke : Lord Shayne
- 1940 : Gallant Sons : Harlan Kiefer « Natural » Davis
- 1941 : Viens avec moi (Come Live with Me), de Clarence Brown : Barton Kendrick
- 1941 : La Secrétaire privée d'André Hardy : Steven V. Land
- 1941 : La Danseuse des Folies Ziegfeld (Ziegfeld Girl) : Geoffrey Collis
- 1941 : Billy le Kid le réfractaire (Billy the Kid) : Eric Keating
- 1941 : Docteur Jekyll et M. Hyde (Dr. Jekyll and Mr. Hyde) : Dr John Lanyon
- 1941 : Chagrins d'amour (Smilin' Through) : le révérend Owen Harding
- 1942 : Un drôle de lascar (A Yank at Eton) de Norman Taurog : Roger Carlton
- 1943 : Forever and a Day : Dexter Promfret
- 1943 : It Comes Up Love : Tom Peabody
- 1946 : La Perle noire (Bedelia) de Lance Comfort : Charlie Carrington
- 1947 : White Cradle Inn : Anton
- 1947 : The White Unicorn : Philip Templar
- 1949 : Édouard, mon fils (Edward, My Son) : Dr Larry Woodhope

### Années 1950
- 1952 : Sa dernière mission : group captain Logan
- 1952 : It Started in Paradise : Arthur Turner
- 1954 : Don't Blame the Stork : Sir George Redway
- 1954 : Fire One (téléfilm)
- 1954 : Eight O'Clock Walk : Geoffrey Tanner
- 1956 : The Door in the Wall : Henry Redmond
- 1956 : La Bataille du Rio de la Plata (The Battle of the River Plate) : la capitaine Woodhouse
- 1957 : Fusées à gogo : air commodore Watchorn
- 1957 : Le Manoir du mystère (Fortune Is a Woman) : Clive Fisher
- 1958 : Doomsday for Dyson (téléfilm) : Tom Dyson
- 1959 : Aux frontières des Indes (North West Frontier) : Sir John Wyndham

### Années 1960
- 1960 : Norman dans la marine : l'amiral Bryanston Blyth
- 1961 : Le Cadavre qui tue (Dr. Blood's Coffin) : Dr Robert Blood
- 1961 : Le Secret de Monte-Cristo (The Treasure of Monte Cristo) : le colonel Wilfrid Jackson
- 1961 : The Queen's Guards : M. George Dobbie
- 1962 : Sept Heures avant la frontière (Guns of Darkness) : Dr Swann
- 1963 : Kali Yug, déesse de la vengeance (Kali Yug, la dea della vendetta) : Robert Talbot
- 1963 : Kali Yug, le mystère du temple hindou (Il Mistero del tempio indiano) : Robert Talbot